# René Follet
René Follet in arte REF (Bruxelles, 10 aprile 1931 – Bruxelles, 14 marzo 2020) è stato un fumettista belga.

## Biografia
Realizzò varie serie di fumetti belga-francesi e belga-olandesi, tra le quali Edmund Bell, Steve Severin, Ikar.
Lavorò anche per la rivista Tintin (Hergé, Edgar P. Jacobs..), così come per la rivista Spirou (Franquin).

## Opere

### Fumetti maggiori
- 1987: Edmund Bell (John Flanders)
- 1979: Ivan Zourine
- 1982: Steve Severin (Yvan Delporte)
- 1982: L'Iliade (Omero)
- 1984: Jean Valhardy (André-Paul Duchâteau)
- 1998: Ikar (Makyo)
- 2003: Terrore (Lanciostory, 16-20) vita di Madame Tussauds
- 2004: gli Zingari (Jacques Stoquart)
- 2005: Shelena (Jéromine Pasteur)

### Illustrazioni
Tra il opere illustrate da Follet vanno ricordate:
- 1949: L'isola del tesoro di Robert Louis Stevenson
- 1951-1952: Il Conte di Montecristo di Alexandre Dumas (padre) con Jijé
- 1961-1962: Libri di Missionari d'Africa: Charles Lavigerie, Charles de Foucauld, Don Bosco..
- 1962: L'ultimo dei Mohicani di James Fenimore Cooper
- 1964-1970: Il richiamo della foresta di Jack London
- 1966: Spade, Cavalli e Cavalieri di Michel Massian (Editrice Piccoli Milano)
- 1980: Tom Sawyer Abroad di Mark Twain
- 1980: Sindbad il marinaio (Casterman)